# Ta Ching 21
Das Langleinenfischereifahrzeug Ta Ching No. 21 (chinesisch: 大慶21號), auch Ta Ching 21 oder Tai Ching 21 wurde ohne Besatzung im November 2008 im Pazifik vor Kiribati entdeckt und als Geisterschiff bekannt.

## Schiff und Besatzung
Die Ta Ching 21 wurde 1989 für den Fischfang mit Langleinen gebaut und hat eine Länge von 56,96 Metern, eine Breite von 8,8 Metern und eine Bruttoraumzahl von 723. Zudem fährt sie unter taiwanesischer Flagge. Zum Zeitpunkt des Vorfalls befanden sich 29 Besatzungsmitglieder aus Taiwan, Indonesien, China und den Philippinen an Bord des Schiffs.

## Geisterschiff-Vorfall
Nachdem der letzte Kontakt mit der Außenwelt am 28. Oktober 2008 erfolgte, wurde die Ta Ching 21 am 9. November, vor den Phoenixinseln treibend, von der Besatzung eines koreanischen Fischereifahrzeugs verlassen aufgefunden. Teile der Deckaufbauten waren offensichtlich von einem Brand zerstört worden und es fehlte die Besatzung, wie auch drei Rettungsflöße und ein Rettungsboot. Daraufhin suchte am 12. November eine C-130 Hercules der US Air Force das Gebiet erfolglos nach den Vermissten ab. Die neuseeländische Luftwaffe wurde erst am 17. November ausführlich über das Verschwinden in Kenntnis gesetzt und startete am 20. November mit einer P-3K2 Orion eine Suchaktion, die sich über 54.000 km2  und drei Tage erstreckte. Zeitweilig beteiligte sich auch ein Hubschrauber der französischen Marine. Auch Fidschi, das die Suche koordinierte, beteiligte sich mit Suchtrupps, welche dünn besiedelte Inseln nördlich von Kiribati nach den Seemännern absuchten. Da alle Anstrengungen erfolglos waren, wurde die Suche eingestellt. Die ausgebrannte Ta Ching 21 wurde zurück nach Taiwan geschleppt.  

### Erklärungsversuch
Da das Feuer bei der Entdeckung des Schiffs bereits erloschen war, wird vermutet, dass der Vorfall bereits einige Tage zuvor stattgefunden hatte. Das Fehlen des Rettungsbootes und der Rettungsinseln weist darauf hin, dass die Besatzung das Schiff zwar sicher verlassen konnte, allerdings auf See umgekommen ist. Dafür spricht auch, dass keine Notsignale empfangen wurden. 